# Flaga obwodu kostromskiego
Flaga obwodu kostromskiego (NHR:2207) zatwierdzona 28 kwietnia 2006 to prostokątny materiał w proporcjach (szerokość do długości) - 2:3, składający się z trzech werdykalnych pasów: dwóch koloru czerwonego (wzdłuż krańców, szerokości równej 1/4 długości materiału) i jednej koloru niebieskiego. W środku niebieskiego pasa jest żółty statek, zasadnicza część herbu obwodu kostromskiego. Wysokość statku to 1/2 wysokości materiału, a jego szerokość to 1/3 długości materiału.

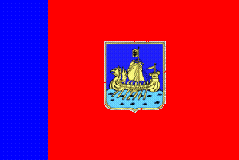
Flaga obwodu kostromskiego (2000-2006)

W latach 2000–2006 obowiązywała flaga, której pierwowzorem była flaga Rosyjskiej FSRR. Była koloru czerwonego, z niebieskim pasem wzdłuż drążka szerokości 1/8 długości materiału. W środku był umieszczony herb obwodu kostomskiego, którego wysokość stanowiła 1/3 szerokości materiału. Proporcje flagi 2:3.